# Marius Magnien
Pour les articles homonymes, voir Magnien (homonymie).
Marius Magnien, né le 13 juin 1903 à Digoin (Saône-et-Loire) et mort le 21 février 1962 à Paris, est un journaliste, responsable politique et écrivain d'obédience communiste.
Rédacteur en chef de la rubrique extérieure du quotidien L'Humanité, il a voyagé en Asie et écrit des articles et des livres sur la Chine et le Tibet à l'époque des bouleversements entraînés par la Révolution chinoise.

## Biographie
Ouvrier du bâtiment, Marius Magnien adhère très jeune au parti communiste. Il est militant actif des Jeunesses communistes puis secrétaire de cellule.
En 1926, il est envoyé à Moscou suivre les cours de l'École léniniste internationale (ELI), à une époque ou l’Internationale communiste cherche à former des cadres pour ses différentes sections nationales. Il est membre du Comité central en 1925 puis membre du Bureau politique en 1926, 1927 et 1928. 
En octobre 1929, il est appelé par Florimond Bonte à rejoindre la rédaction du quotidien L'Humanité, où il deviendra chef du service de politique étrangère, suivant plus particulièrement les questions concernant l'Extrême-Orient. 
De 1931 à 1933, il consacre une série d'articles à la Chine et au Japon dans L'Humanité et les Cahiers du bolchévisme. Dans le numéro du 26 août 1936 de L'Humanité, il fait l'apologie de Staline et du premier des grands procès de Moscou (18-23 août 1936),.
À partir de janvier 1943, il dirige l'association France-URSS à la place de Fernand Grenier parti représenter le PCF auprès du général de Gaulle à Londres. À l'écoute des émissions de Radio-Moscou, il rédige des notes et actualise les cartes du front soviétique pour les remettre notamment à Auguste Gillot. En août 1944, à la Libération, L'Humanité ressort de la clandestinité et Marius Magnien participe à la sortie du premier numéro du journal de nouveau libre. Il y reprend ses activités dans le cadre de la rubrique de politique étrangère.
En 1950, il est le premier journaliste étranger à se rendre en Chine. La même année, il prend le parti de la Corée du Nord dans son ouvrage : Agression contre la Corée - Ses causes, ses horreurs, la lutte héroïque de tout un peuple. En 1952, il publie Au pays de Mao-Tse-Toung, montrant que « son engagement révolutionnaire le portait moins du côté de l'Union soviétique que de celui de la Chine communiste ».
En 1955, il dirige, avec Joanny Berlioz-Benier, la Polex, la section de politique extérieure du parti. Il devient membre également du comité de rédaction des Cahiers du communisme et de Démocratie nouvelle.
En février 1959, en tant qu'ancien correspondant de L'Humanité en Chine, il participe à l'exposition sur « Le livre et la Chine » qui se tient à Paris. La même année, il publie Le Tibet sans mystère, « violente dénonciation du Lamaïsme et de l'ancienne culture tibétaine » selon les mots de Jean-Marie Apostolidès et Boris Donné, « une présentation communiste « orthodoxe » du Tibet » selon la Revue française de science politique.
En 1957, il semble s'effacer devant Raymond Guyot à la tête de la Polex. Il meurt en 1962, terrassé par une crise cardiaque.
Marius Magnien est le père du militant communiste Serge Magnien, un des soldats du refus emprisonnés pour avoir refusé de combattre pendant la Guerre d'Algérie. Ce dernier avait confié les archives de son père aux archives du PCF pour qu'elles y soient inventoriées. Elles ont depuis été déposées aux Archives départementales de Seine-Saint-Denis.

## Publications

### Livres
- La guerre en Mandchourie et le rôle de l'impérialisme français: S.D.N. - Dépècement de la Chine, agression antisoviétique, avec une carte de la Mandchourie et des régions voisines, Bureau d'éditions, 1932, 68 p.
- Agression contre la Corée - Ses causes, ses horreurs, la lutte héroïque de tout un peuple, S.E.D.I.C., 1950, 47 p. (édition en hongrois : Korea szabadságharca, 1951, Szikra)
- Préface de Mao-Tsé-Toung. La Stratégie de la guerre révolutionnaire en Chine, 1950
- Traduction du russe de : M. Leonov, Le Marxisme et la prévision scientifique, Éditions sociales, 1950, 63 p. (monographie)
- Au pays de Mao-Tsé-Toung, préface de Marcel Cachin, Éditions sociales, 1952, 351 p., 1 carte de Chine hors texte (existe aussi en russe) (édition en polonais : W kraju 600 milionów, Warszawa, Książka i Wiedza, 1954, 360 p.)
- Aoki kawa no kuni : Shin chūgoku ruporutāju (japonais)
- Le Tibet sans mystère, Éditions sociales, 1959, 196 p., photos h. t. (édition en espagnol, traduite par Alfredo Varela : El Tibet sin misterio, Editorial Platina, Buenos Aires, colección El Ojo de Buey, 1959, 174 p.) (édition en hongrois sous le titre Tibet régen és ma (« Le Tibet alors et maintenant »), Gondolat Könyvkiadó, Budapest, 1960)
- Symphonies tibétaines, Genève, Éditions-Librairie Rousseau, 1963, 176 p.

### Articles
- La victoire de la politique Stalinienne en Chine, in Cahiers du Communisme, 27, mars 1950, p. 48-59.